# Vetericaris chaceorum
Vetericaris chaceorum is een tienpotigensoort uit de familie van de Procarididae. De wetenschappelijke naam van de soort is voor het eerst geldig gepubliceerd in 1986 door Kensley & Williams.